# Brintbodarna
Brintbodarna, by i Mora kommun vid norra änden av sjön Van. Orten är belägen i södra delen av Mora kommun, alldeles vid gränsen till Vansbro kommun. Brintbodarna räknas till Söromsjöbygden.
Mora−Vänerns Järnväg (MVJ − senare en del av Inlandsbanan) öppnades på sträckan Vansbro−Morastrand år 1891 och en station med namnet Brintbodarne byggdes. Den blev en järnvägsknut när MVJ öppnade sträckan Brintbodarne−Malung året därpå. Den sträckan lades ner 1934, och huvudlinjen av Inlandsbanan 1969. Stationshus, vattentorn och en godsvagn finns kvar, liksom rester av vändskiva.